# Стопниця
Стопниця (пол. Stopnica) — місто в Польщі, в гміні Стопниця Буського повіту Свентокшиського воєводства.
Населення — 1455 осіб (2016). Було королівським містом Корони Королівства Польського
Міські права мало у 1362–1869, відновлено статус міста з 1 січня 2015.

## Пам'ятки
- Фарний костел Ап. Петра і Павла
- Монастир
- Королівський замок
- Водяний млин
- Парк